# Just Like You (album de Keb' Mo')
Pour les articles homonymes, voir Just Like You.
Just like You est le troisième album studio de Keb' Mo'. Il a reçu le grammy Award du meilleur album de blues contemporain lors de la 39e cérémonie des Grammy Awards.

## Listes des pistes
| No  | Titre                    | Auteur                         | Durée |
| --- | ------------------------ | ------------------------------ | ----- |
| 1.  | That's Not Love          | Georgina Graper, Kevin Moore   | 4:08  |
| 2.  | Perpetual Blues Machine  | Georgina Graper, Kevin Moore   | 3:16  |
| 3.  | More Than One Way Home   | John Lewis Parker, Kevin Moore | 4:53  |
| 4.  | I'm on Your Side         | Kevin Moore                    | 3:40  |
| 5.  | Just Like You            | John Lewis Parker, Kevin Moore | 3:26  |
| 6.  | You Can Love Yourself    | Kevin Moore                    | 2:33  |
| 7.  | Dangerous Mood           | Candy Parton, Kevin Moore      | 4:59  |
| 8.  | The Action               | Kevin Moore                    | 3:59  |
| 9.  | Hand It Over             | Kevin Moore                    | 2:55  |
| 10. | Standin' at the Station  | Phil Ramocon, Kevin Moore      | 3:13  |
| 11. | Momma, Where's My Daddy? | Lori Barth, Kevin Moore        | 3:07  |
| 12. | Last Fair Deal Gone Down | Robert Johnson                 | 3:47  |
| 13. | Lullaby Baby Blues       | Georgina Graper, Kevin Moore   | 2:36  |

## Musiciens
- Keb' Mo' – chant, guitare, harmonica
- James "Hutch" Hutchinson – guitare basse
- Tommy Eyre – claviers ; guitare 11-cordes sur Momma, Where's My Daddy
- Laval Belle – (pistes A1, A3, A4, B1, B4, B6), Ricky Fataar – batterie (pistes A5, B2)
- Darryl J. Munyungo Jackson – percussions
- Jackie Farris, Jean McClain – chœurs
- Bonnie Raitt, Jackson Browne — chant sur Just Like You
- John Porter – dobro sur Last Fair Deal Gone Down
- Larry David – harmonica sur Last Fair Deal Gone Down
- Darrell Leonard – trumpet sur Last Fair Deal Gone Down
- Jim Price – trombone sur Last Fair Deal Gone Down
- James Wells Gordon – clarinette sur Last Fair Deal Gone Down[4]